# Сицилија (провинција)
Сицилија (лат. Sicilia) била је римска провинција која је укључивала острво Сицилију и острво Малту. Главни град провинције је био Сиракуза. Провинција је основана након Првог пунског рата 241 године п. н. е. и постојала је све до краја царства 476. године н. е.
Сицилија је била дом једне од првих хришћанских заједница у царству.